# Aguas Calientes (Argentina)
Aguas Calientes es una localidad y municipio del departamento El Carmen, en la provincia de Jujuy.

## Geografía
A 567 m s. n. m., 60 km al sur de San Salvador de Jujuy. 
La comisión municipal se fundó el 15 de septiembre de 1985, en cuanto a la localidad fue nombrada como Aguas Calientes en el año 1989.

## Geología
Presenta un “zócalo” sedimentario paleozoico, apareciendo a través de ventanas tecto-erosivas. Son el núcleo de la sierra, sobreyace discordantemente una cubierta sedimentaria Meso-Cenozoica. Este complejo sedimentario se desarrolló en ciclos sucesivos, marinos en su mayoría. Los minerales de la formación Yacoraite incluyen calizas dolomíticas, travertinos y aragonitas.

## Población
Cuenta con 2563 habitantes (Indec, 2010), lo que muestra la sostenida tendencia creciente evidenciada en el censo anterior.
| Gráfica de evolución demográfica de Aguas Calientes entre 1991 y 2010 |
|                                                                       |
| Fuente: Censos nacionales del INDEC                                   |